# Campionatul de Handbal Feminin din Asia
Campionatul Națiunilor de Handbal Feminin din Asia este competiția oficială pentru senioarele naționalelor de handbal din Asia, și are loc la fiecare doi ani. În plus față de încoronarea campioanei din Asia, turneul de asemenea, servește ca un turneu de calificare pentru Jocurile Olimpice și pentru Campionatul Mondial de Handbal. A început în 1987, iar campioana actuală este Coreea de Sud care a câștigat turneul din2021.

## Gazde
Pe 9 august 2020, AHF a decis să amâne campionatul din cauza pandemiei de COVID-19. Anterior, campionatul era programat să aibă loc în perioada 10-22 decembrie 2020. La 3 august 2021, AHF a anunțat că va muta evenimentul din Coreea de Sud în Iordania din cauza pandemiei.
| Țări          | De câte ori | Turnee                 | Țări      | De câte ori | Turnee                 | Țări      | De câte ori | Turnee           |
| ------------- | ----------- | ---------------------- | --------- | ----------- | ---------------------- | --------- | ----------- | ---------------- |
| China         | 4           | 1989, 1993, 2000, 2006 | Japonia   | 4           | 1991, 1999, 2004, 2018 | Iordania  | 3           | 1987, 1997, 2021 |
| Coreea de Sud | 3           | 1995, 2017, 2022       | Kazahstan | 2           | 2002, 2010             | Indonezia | 2           | 2012, 2015       |
| Thailanda     | 1           | 2008                   | India     | 1           | 2024                   |           |             |                  |

## Clasament
| Turneu | 1st | 2nd | 3rd | 4th | Turneu | 1st | 2nd | 3rd | 4th | Turneu | 1st | 2nd | 3rd | 4th |

| 2022 | Coreea de Sud | Japonia                    | Republica Populară Chineză | Iran            | 2024 | Japonia       | Coreea de Sud              | Kazahstan                  | Iran                       | 2026 |               |                            |                            |                |
| 2017 | Coreea de Sud | Japonia                    | Republica Populară Chineză | Kazahstan       | 2018 | Coreea de Sud | Japonia                    | Republica Populară Chineză | Kazahstan                  | 2021 | Coreea de Sud | Japonia                    | Kazahstan                  | Iran           |
| 2010 | Kazahstan     | Coreea de Sud              | Republica Populară Chineză | Japonia         | 2012 | Coreea de Sud | Republica Populară Chineză | Japonia                    | Kazahstan                  | 2015 | Coreea de Sud | Japonia                    | Republica Populară Chineză | Kazahstan      |
| 2004 | Japonia       | Republica Populară Chineză | Coreea de Sud              | Taipeiul Chinez | 2006 | Coreea de Sud | Republica Populară Chineză | Japonia                    | Kazahstan                  | 2008 | Coreea de Sud | Republica Populară Chineză | Japonia                    | Thailanda      |
| 1999 | Coreea de Sud | Republica Populară Chineză | Japonia                    | Coreea de Nord  | 2000 | Coreea de Sud | Japonia                    | Coreea de Nord             | Republica Populară Chineză | 2002 | Kazahstan     | Coreea de Sud              | Republica Populară Chineză | Japonia        |
| 1993 | Coreea de Sud | Republica Populară Chineză | Coreea de Nord             | Japonia         | 1995 | Coreea de Sud | Republica Populară Chineză | Japonia                    | Taipeiul Chinez            | 1997 | Coreea de Sud | Republica Populară Chineză | Japonia                    | Uzbekistan     |
| 1987 | Coreea de Sud | Republica Populară Chineză | Japonia                    | Siria           | 1989 | Coreea de Sud | Republica Populară Chineză | Japonia                    | Taipeiul Chinez            | 1991 | Coreea de Sud | Japonia                    | Republica Populară Chineză | Coreea de Nord |

## Top Medalii
De-a lungul anilor, doar trei națiuni au câștigat campionatul: Coreea de Sud, de departe cea mai titrată națională de handbal feminin de pe continentul Asiei cu cincisprezece titluri în palmares, Kazahstan cu două titluri și Japonia cu doar un titlu.
| Locul | Naționala       |    |    |   | Locul 4 |    |
| 1     | Coreea de Sud   | 16 | 3  | 1 | -       | 20 |
| 2     | Japonia         | 2  | 7  | 8 | 3       | 17 |
| 3     | Kazahstan       | 2  | -  | 2 | 5       | 4  |
| 4     | China           | -  | 10 | 7 | 1       | 17 |
| 5     | Coreea de Nord  | -  | -  | 2 | 2       | 2  |
| 6     | Iran            | -  | -  | - | 3       | -  |
| 7     | Taipeiul Chinez | -  | -  | - | 3       | -  |
| 8     | Siria           | -  | -  | - | 1       | -  |
| 9     | Thailanda       | -  | -  | - | 1       | -  |
| 10    | Uzbekistan      | -  | -  | - | 1       | -  |
| ----- | --------------- | -- | -- | - | ------- | -- |

## Rezultate
| Campionatul de Handbal Feminin din Asia 2024    |         |                |
| Finala                                          |         |                |
| Coreea de Sud                                   | 24 - 25 | Japonia        |
| Finala Mică                                     |         |                |
| Iran                                            | 22 - 28 | Kazahstan      |
| Campionatul de Handbal Feminin din Asia 2022    |         |                |
| Finala                                          |         |                |
| Coreea de Sud                                   | 34 - 29 | Japonia        |
| Finala Mică                                     |         |                |
| China                                           | 39 - 24 | Iran           |
| Campionatul de Handbal Feminin din Asia 2021    |         |                |
| Finala                                          |         |                |
| Coreea de Sud                                   | 33 - 24 | Japonia        |
| Finala Mică                                     |         |                |
| Iran                                            | 33 - 38 | Kazahstan      |
| Campionatul de Handbal Feminin din Asia 2018    |         |                |
| Finala                                          |         |                |
| Coreea de Sud                                   | 30 - 25 | Japonia        |
| Finala Mică                                     |         |                |
| Kazahstan                                       | 21 - 27 | China          |
| Campionatul de Handbal Feminin din Asia 2017    |         |                |
| Finala                                          |         |                |
| Coreea de Sud                                   | 30 - 20 | Japonia        |
| Finala Mică                                     |         |                |
| Kazahstan                                       | 26 - 34 | China          |
| Campionatul de Handbal Feminin din Asia 2015    |         |                |
| Finala                                          |         |                |
| Coreea de Sud                                   | 36 - 22 | Japonia        |
| Finala Mică                                     |         |                |
| China                                           | 28 - 25 | Kazahstan      |
| Campionatul de Handbal Feminin din Asia 2012    |         |                |
| Finala                                          |         |                |
| Coreea de Sud                                   | 40 - 22 | China          |
| Finala Mică                                     |         |                |
| Kazahstan                                       | 20 - 21 | Japonia        |
| Campionatul de Handbal Masculin din Asia 2010   |         |                |
| Finala                                          |         |                |
| Kazahstan                                       | 33 - 32 | Coreea de Sud  |
| Finala Mică                                     |         |                |
| Japonia                                         | 25 - 26 | China          |
| Campionatul de Handbal Masculin din Asia 2008   |         |                |
| Finala                                          |         |                |
| Coreea de Sud                                   | 35 - 23 | China          |
| Finala Mică                                     |         |                |
| Thailanda                                       | 16 - 39 | Japonia        |
| Campionatul de Handbal Masculin din Asia 2006   |         |                |
| Locul 1 - 2                                     |         |                |
| Coreea de Sud                                   |         | China          |
| Locul 3 - 4                                     |         |                |
| Japonia                                         |         | Kazahstan      |
| Campionatul de Handbal Masculin din Asia 2004   |         |                |
| Locul 1 - 2                                     |         |                |
| Japonia                                         |         | China          |
| Locul 3 - 4                                     |         |                |
| Coreea de Sud                                   |         | Taipeul Chinez |
| Campionatul de Handbal Masculin din Asia 2002   |         |                |
| Finala                                          |         |                |
| Coreea de Sud                                   | 25 - 27 | Kazahstan      |
| Finala Mică                                     |         |                |
| Japonia                                         | 23 - 29 | China          |
| Campionatul de Handbal Masculin din Asia 2000   |         |                |
| Finala                                          |         |                |
| Coreea de Sud                                   | 33 - 23 | Japonia        |
| Finala Mică                                     |         |                |
| Coreea de Nord                                  | 24 - 18 | China          |
| Campionatul de Handbal Masculin din Asia 1999   |         |                |
| Locul 1 - 2                                     |         |                |
| Coreea de Sud                                   |         | China          |
| Locul 3 - 4                                     |         |                |
| Japonia                                         |         | Coreea de Nord |
| Campionatul de Handbal Masculin din Africa 1997 |         |                |
| Locul 1 - 2                                     |         |                |
| Coreea de Sud                                   |         | China          |
| Locul 3 - 4                                     |         |                |
| Japonia                                         |         | Uzbekistan     |
| Campionatul Mondial de Handbal Masculin 1995    |         |                |
| Locul 1 - 2                                     |         |                |
| Coreea de Sud                                   |         | China          |
| Locul 3 - 4                                     |         |                |
| Japonia                                         |         | Taipeul Chinez |
| Campionatul Mondial de Handbal Masculin 1993    |         |                |
| Finala                                          |         |                |
| Coreea de Sud                                   | 43 - 26 | China          |
| Finala Mică                                     |         |                |
| Japonia                                         | 21 - 25 | Coreea de Nord |
| Campionatul Mondial de Handbal Masculin 1991    |         |                |
| Locul 1 - 2                                     |         |                |
| Coreea de Sud                                   |         | Japonia        |
| Locul 3 - 4                                     |         |                |
| China                                           |         | Coreea de Nord |
| Campionatul Mondial de Handbal Masculin 1989    |         |                |
| Locul 1 - 2                                     |         |                |
| Coreea de Sud                                   |         | China          |
| Locul 3 - 4                                     |         |                |
| Japonia                                         |         | Taipeul Chinez |
| Campionatul Mondial de Handbal Masculin 1987    |         |                |
| Finala                                          |         |                |
| Coreea de Sud                                   | 34 - 24 | China          |
| Finala Mică                                     |         |                |
| Siria                                           | 9 - 26  | Japonia        |